# Котабато
Котабато (себ.: Amihanang Kotabato; хіл.: Amihanon nga Kotabato; ілоко: Makin-amianan nga Cotabato) — провінція Філіппін у регіоні Сокксксарген на острові Мінданао. Адміністративним центром є місто Кідапаван.

## Географія
Площа провінції становить 9 008,90км2. Котабато займає північно-східну частину регіону Сокксксарген і межує на півночі з провінціями Південне Ланао та Букіднон, на сході — з містом Давао та провінцією Північне Давао, на заході — з провінцією Магінданао, на південному сході — з провінціями Султанат-Кударат та Південне Давао. Провінцію перетинає річка Пуланге або Ріо-Гранде де Мінданао. В долині річки багато земель сільськогосподарського призначення.

### Адміністративний поділ
Адміністративно поділяється на 17 муніципалітетів та одне місто.

### Клімат
Тайфуни не проходять по території провінції. Опади рівномірно розподілені протягом року.

## Демографія
Згідно перепису 2015 року населення провінції становило 1 379 747 осіб.

## Економіка
Основною економіки провінції є агропромисловий комплекс. Котабато провідний виробник зернових, тропічних фруктів, овочів, цукрової тростини, кокосового горіха, кави, прісноводної риби та худоби. Також в провінції виробляють гуму та напівфабрикати з неї.